# Anatoma finlayi
Anatoma finlayi là một loài ốc biển nhỏ, là động vật thân mềm chân bụng sống ở biển trong họ Scissurellidae.